# Hilary Evans
Hilary Evans (Shrewsbury, 1929 – 27 juli 2011) was een Brits beeldend archivaris, auteur en onderzoeker in ufo's en andere paranormale fenomenen.
Evans werd geboren in Shrewsbury, Verenigd Koninkrijk. In 1964 richtte hij met zijn vrouw Mary Evansde Mary Evans Picture Library op, een archief van historische afbeeldingen. In 1981 was hij medeoprichter van de Vereniging voor de wetenschappelijke studie van abnormale fenomenen.
Evans was een exponent van de psychosociale hypothese van ufo's als cultureel vorm van visionaire ervaringen.